# Rejtanów (stacja kolejowa)
Rejtanów (biał. Райтанаў, ros. Рейтанов) – stacja kolejowa w miejscowości Rusinowicze, w rejonie lachowickim, w obwodzie brzeskim, na Białorusi. Leży na linii Równe – Baranowicze – Wilno.
Nazwa stacji pochodzi od pobliskich dóbr Hruszówka, które kiedyś należały do rodu Rejtanów. Stacja istniała w dwudziestoleciu międzywojennym.